# Chris Tomlin
Christopher Dwayne "Chris" Tomlin, född 4 maj 1972 i Grand Saline i Van Zandt County, Texas, är en amerikansk Dove Award-vinnande CCM-artist, lovsångsledare och låtskrivare från Grand Saline, Texas, USA. Han var tidigare anställd i Austin Stone Community Church och har skivkontrakt med EMI's Sixstepsrecords. Tomlin leder också gudstjänster på många Passion-evenemang. Några av hans mest kända låtar är "How Great Is Our God", "Jesus Messiah" och "Amazing Grace (My Chains Are Gone)". Han är för närvarande en lovsångsledare i Passion City Church i Atlanta, Georgia med Louie Giglio, Matt Redman och Christy Nockels. 
Han tilldelades pris för Bästa Manlig Sångare år 2006, 2007 och 2008 på Dove Awards. Han utsågs också till Artist of the Year 2007 och 2008. Tomlin släppte sitt femte studioalbum Hello Love den 2 september 2008. Han är en av medlemmarna i Compassionart, en välgörenhetsorganisation som grundades av Martin Smith (och Smiths fru Anna) i bandet Delirious?.

## Uppväxt
Tomlin föddes i  Grand Saline, Texas av Connie och Donna Tomlin. Han har två yngre bröder, Ryan och Cory. Tomlin fick sin första gitarr av sin far vid elva års ålder, efter ett fall av  mono. Tomlin skrev sin första lovsång vid fjorton års ålder. Han började studera sjukgymnastik på högskola, men han hoppade av eftersom han kände Guds kallelse till något annat.
I mitten av 1990-talet var Tomlin lovsångsledare på Dawson McAllisters ungdomkonferenser, samt vid olika kyrkoläger i Texas.
Efter att ha gått Tyler Junior College och Texas A & M University, fortsatte Tomlin att spela och skriva låtar. 1997 frågade ungdomstalaren Louie Giglio om han skulle vara intresserad av att arbeta med Passion-konferenserna. Tomlin har spelat en viktig roll i rörelsen sedan dess.

## Karriär

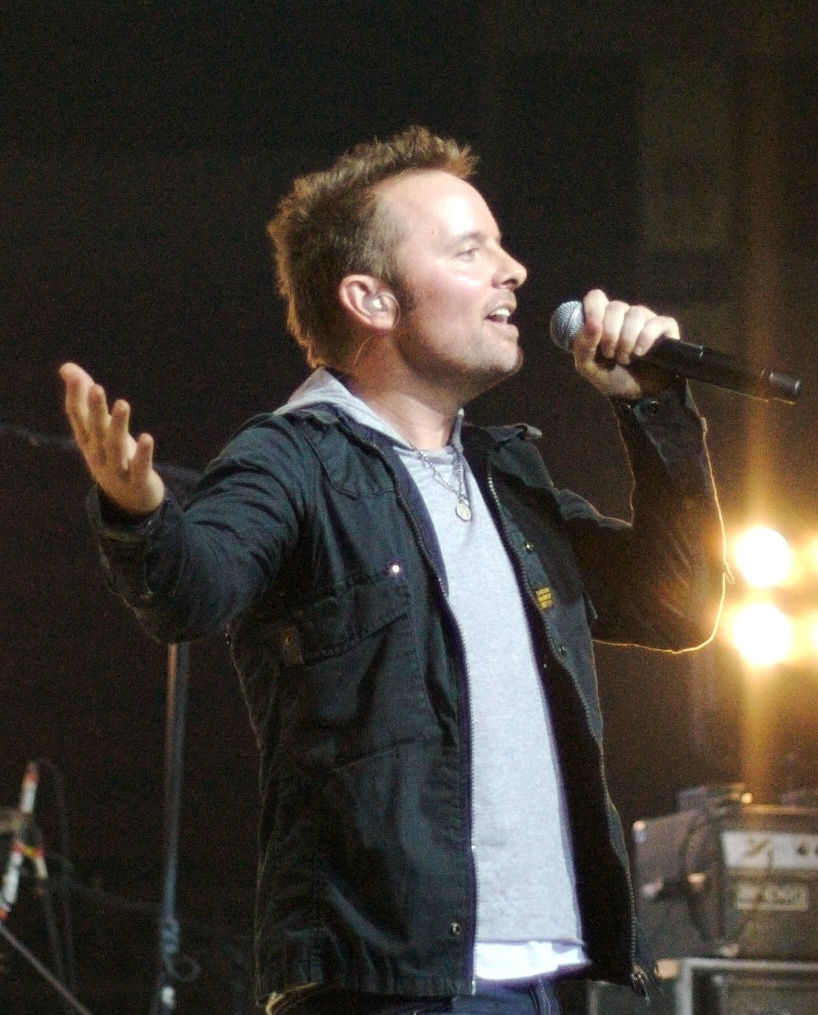
Chris uppträder på en konsert i Johnson City, Tennessee

Hans första nationellt släppta soloprojekt, The Noise We Make, släpptes 2001 med låtarna "Forever", "Be Glorified" och "Kindness", som alla nådde topp 200 i CCLI 2005 topp 500 lovsånger.  Han har även släppt  live-EP:n 545 år 2002, och albumet Not to Us samma år. Hans album Arriving som släpptes 2004 anses vara hans breakoutalbum eftersom det innehöll hitlåtarna "Indescribable" (skriven av Laura Story), "Holy Is the Lord", "How Great Is Our God", och "The Way I Was Made". Två andra låtar från albumet, "On Our Side" och "Mighty is the Power of the Cross", skriven tillsammans med Shawn Craig, hamnade i 2005 års topp 500 lovsånger. Arriving certifieras platina av RIAA under 2008. 
Ett år efter Arriving släppte Tomlin sitt första solo-livealbum Live From Austin Music Hall, och år 2006, hans fjärde studioalbum See the Morning som nominerades till två Grammy Awards, certifierades guld av RIAA, och har hjälpt honom att vinna 6 Dove Awards år 2007, inklusive Artist of the Year för tredje gången i rad. De tre singlarna från detta album har alla varit topp # 5 låtar på Billboard Hot Christian Songs-lista, och nått nummer ett på  R&R Kristna AC-lista. 
Även om han är en soloartist, reser Tomlin runt med en förenad banduppsättning. Han skriver också många av hans sånger med medlemmar i hans band. Hans band, i vilket han sjunger och spelar akustisk gitarr och piano, består av Daniel Carson (elgitarr, bakgrundssångare), Jesse Reeves (bas, bakgrundssångare), Travis Nunn (trummor) och Matt Gilder (piano, keyboard). Tomlin och bandet växte fram under arbetet med Harvestministeriet på Woodlands United Methodist Church i The Woodlands, Texas i slutet av 1990-talet.
Under 2009 släpptes Tomlin ett julalbum, Glory in the Highest. Den omfattar tre originaljulsånger och duetter med Matt Redman, Christy Nockels, och Audrey Assad. Albumet nådde plats #9 på Billboard 200-listan.

## Diskografi
- Inside Your Love (1995)
- Authentic (1998)

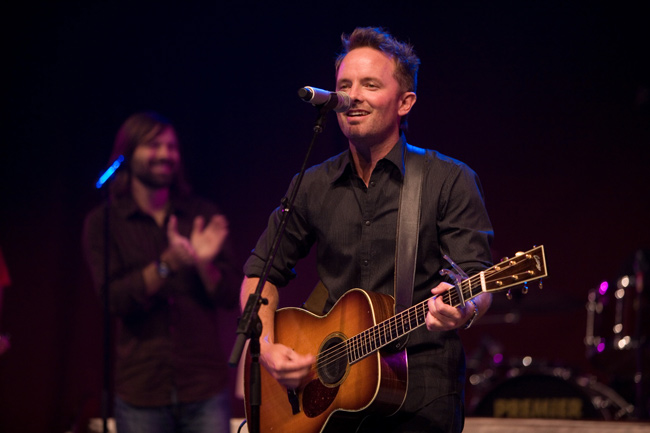
Konsert i Birmingham, Alabama.

- Too Much Free Time (med Ross King) (1998)
- The Noise We Make (2001)
- 545 (Promo) (2002)
- Not to Us (2002)
- Arriving (2004)
- Live From Austin Music Hall (2005)
- See the Morning (2006)
- The Early Years (2006) (återsläpp av The Noise We Make och Not To Us)
- See the Morning Deluxe Edition (2007)
- Hello Love (2008)
- Hello Love: Worship Leader Limited Edition (2008)
- Glory in the Highest: Christmas Songs of Worship (6 oktober 2009)[4]
- And if our God is for us (2010)
- How Great is Our God: The Essential Collection (2011)
- Burning Lights (2013)
- Love Ran Red (2014)
- Adore: Christmas Songs of Worship (2015)
- Never Lose Sight (2016)
- Holy Roar (2018)

### Passionalbum
- Live Worship From The 268 Generation (1998)
- Passion: Better is One Day (1999)
- Passion: The Road to One Day (2000)
- Passion: One Day Live (2000)
- Our Love is Loud (2002)
- Sacred Revolution: Songs From OneDay 03 (2003)
- Passion: Hymns Ancient and Modern (2004)
- How Great Is Our God (2005)
- Everything Glorious (2006)
- The Best of Passion (So Far) (2006)
- Live From Passion 07 Pts. 1 & 3 (2007)
- God of This City (2008)
- Passion: Awakening (2010)
- Here for You (2011)
- Passion: White Flag (2012)
- Let the Future Begin (2013)
- Take It All (2014)
- Even So Come (2015)
- Salvation's Tide is Rising (2016)
- Worthy of Your Name (2017)
- Whole Heart (2018)
- Follow You Anywhere (2019)

### Andra sånger (inte på album)
- "Whisper My Name" [Forefront] – Eterne: Never Be the Same (2000)
- "Salvation" - Pour Over Me - Worship Together Live 2001 (2001)
- "Give Us Clean Hands" – Pour Over Me - Worship Together Live 2001 (2001)
- "Satisfied" [Forefront] – Secrets Of The Vine: Music... A Worship Experience (2002)
- "Lord, I'm Gonna Love You" [Sparrow] – Your Love Broke Through (2002)
- "Expressions of Your Love" (duett med Rebecca St. James) [Sparrow] – It Takes Two: 15 Collaborations & Duets (2003)
- "Where the Streets Have No Name" [Sparrow/EMI CMG] – In the Name of Love: Artists United for Africa (2004)
- "You're The One" [Disney/EMI CMG] – Music Inspired by the Chronicles of Narnia: The Lion, the Witch, and the Wardrobe (2005)
- "Angels We Have Heard On High" [Word] – WOW Christmas: Green (2005)
- "Mighty to Save" [Integrity] – Bonus disc included with Fruitcake and Ice Cream DVD (2008)

## Musikvideor
- "Expressions of Your Love" (med Rebecca St. James) (2004)
- "Amazing Grace (My Chains are Gone)" (2007)

## Utmärkelser
GMA Dove Award-utmärkelser
- 2005: Praise and Worship Album of the Year – Arriving
- 2006: Song of the Year – "How Great Is Our God"[5]
- 2006: Male Vocalist of the Year
- 2006: Artist of the Year
- 2006: Special Event Album of the Year – Music Inspired by the Chronicles of Narnia: The Lion, the Witch, and the Wardrobe
- 2006: Worship Song of the Year – "How Great Is Our God"
- 2007: Artist of the Year[6]
- 2007: Male Vocalist of the Year
- 2007: Worship Song of the Year – "Holy Is the Lord"
- 2007: Pop/Contemporary Album of the Year – See the Morning
- 2007: Special Event Album of the Year – Passion: Everything Glorious
- 2007: Praise & Worship Album of the Year – See the Morning
- 2008: Male Vocalist of the Year[7]
- 2008: Worship Song of the Year – "How Great is our God"
- 2009: Worship Album of the Year – Hello Love[8]
- 2009: Special Event Album of the Year – Passion: God of This City

Nominerad för 2009 Visionary Award Male Entertainer of the Year och Song of the Year för "Jesus Messiah"